# Sr1
Sr1 är en elloksserie som används av den finska VR-koncernen. Loken är tillverkade mellan 1973 och 1995 (nummer 3001–3112) i Novotjerkassk i Sovjetunionen. Sr1-loken är de första eldrivna lokomotiven i Finland och har tillverkats i totalt 112 exemplar (samt en prototyp) varav 110 fortfarande är i trafik. Lokens största tillåtna hastighet är 140 km/h. Efter vissa barnsjukdomar har modellen visat sig vara mycket pålitlig. Alla Sr1-lok har planerats att tas ur trafik åren 2014–2024. Smeknamn för Sr1-loken är Kaalihäkki (Kålburen), Sähköryssä (Elryssen), Susi (Vargen), Siperian susi (Sibiriska vargen) och Mosse.

## Olyckor
Två Sr1-lok har tagits ur drift efter olyckor:
- Sr1 3048 skadades vid en tågolycka i Jokela den 21 april 1996 så allvarligt att loket inte kunde repareras.
- Sr1 3089 skadades svårt i en tågolycka i Jyväskylä den 6 mars 1998.